# Hydromantes strinatii
Espèce
Synonymes
- Hydromantes italicus strinatii Aellen, 1958
- Speleomantes strinatii (Aellen, 1958)
- Hydromantes italicus argentatus Stefani, 1969 "1968"
- Hydromantes italicus ligusticus Stefani, 1969 "1968"
- Hydromantes italicus bonzanoi Bruno & Bologna, 1973

Statut de conservation UICN

 NT  : Quasi menacé
Hydromantes strinatii est une espèce d'urodèle (ovipare) de la famille des Plethodontidae. Elle est appelée en français Spélerpès de Strinati. Comme les autres membres du genre Hydromantes, elle ne possède ni poumons ni branchies, et respire directement par la peau et la muqueuse buccale. 
C'est l'une des deux seules espèces d'amphibiens vivant en France capables de se passer de point d'eau (l'autre est la salamandre de Lanza, Salamandra lanzai ; chez les autres espèces, l’eau est indispensable au développement des larves). 

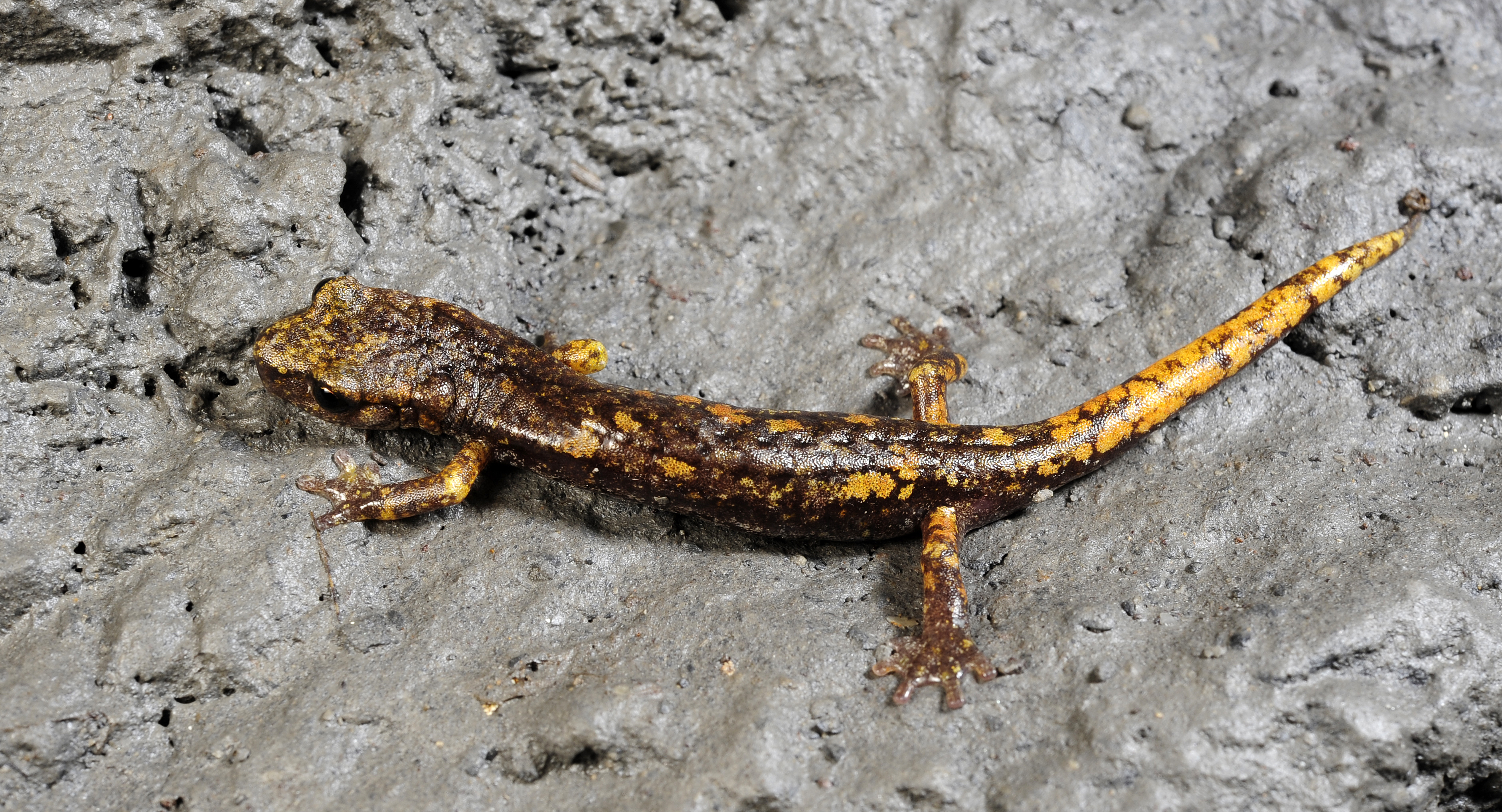
Speleomantes strinatii est un urodèle sans poumons ni branchies, qui ne respire que par la peau et la muqueuse buccale

## Éthologie
Le comportement reproducteur de Hydromantes strinatii dans la nature, très rarement observé, est très mal connu. 

Concernant deux espèces proches (Hydromantes italicus et H. flavus), un article a récemment signalé et décrit de premières observations de comportements de soins parentaux et de couvaison en milieu naturel. Les femelles couveuses veillent sur leurs œufs déposés dans de petites niches de la zone aphotique (non éclairée) de cavernes où le microclimat est stable. Chez ces deux espèces, la femelle, après l'éclosion de ses œufs, reste près des nouveau-nés dans le « nid ». Les auteurs appellent à mieux observer ce comportement, notamment pour évaluer s’il varie selon les espèces.

## Répartition
Hydromantes strinatii se rencontre du niveau de la mer jusqu'à 2 500 m d'altitude dans l'est des Alpes-Maritimes en France, et en Ligurie, dans le sud du Piémont, dans le nord-ouest de la Toscane en Italie et dans la principauté de Monaco. Il a été introduit dans une mine par le laboratoire du CNRS de Moulis en Ariège.
En France, sa répartition précise est mal cernée, mais il n’est connu que dans les Alpes-Maritimes, et des prospections ou découvertes faites par hasard ont permis de l’inventorier, parfois récemment, dans plus de 65 communes, notamment dans des collines à l’est de Nice, des corniches calcaires sur la Riviera (Eze, La Turbie, Gorbio, Saint-Agnès, etc.), mais aussi presque jusqu’à l'amont de vallées (Castellar, Castillon… ou en vallée de la Bévéra (Sospel) et de la Roya (Breil-sur-Roya, Saorge, etc.) jusqu'à Tende ; et vers l’ouest sur les versants de la Vésubie (Saint-Jean-la-Rivière, Lantosque, Roquebillière, La Bollène-Vésubie, etc.).
Cet amphibien est plutôt signalé au fond des vallées, mais parfois aussi en altitude, par exemple à plus de 2400 m (au-dessus de la Gordolasque, l’un des affluents de la Vésubie ; Renet et al., 2012). Il est aussi signalé dans la vallée de la Tinée jusqu'à Saint-Dalmas-le-Selvage – bien qu’apparemment rare sur la rive droite et absent du secteur du Haut-Cians, hormis localement à l'est des gorges inférieures du Cians (village de Thierry), sans doute pour des raisons géologiques (roche comportant trop peu d’abris). En moyenne vallée du Var, il ne serait plus présent que vers Malaussène et Massoins. On l’a aussi signalé (petites populations) localement dans les Alpes-de-Haute-Provence (Entrevaux, Saint-Benoît, le long du Coulomp), Sausses et Castellet-lès-Sausses. Dans la vallée de l'Esteron, l'Hydromante de Strinati se répartit au sein d'un périmètre assez restreint situé sur les communes du Broc, Bonson, Aiglun, Revest-les-Roches, Tourette-du-Château, Toudon, Les Ferres, Bézaudun-les-Alpes et Bouyon, mais des habitats lui conviennent plus à l’ouest (au pied des Préalpes de Castellane). 
Cette espèce semble sensible aux barrières géomorphologues. Certaines populations à la marge de sa distribution (notamment à l'ouest) sont susceptibles d'être isolées par des barrières géomorphologiques difficilement franchissables, ce qui rend l’espèce encore plus vulnérable

## Étymologie
Villy Aellen dédie le nom de cette espèce, strinatii, au spéléologue Pierre Strinati, avec lequel il découvre et capture le spécimen ayant servi à la décrire dans la grotte d'Aspremont.

## Génétique
Les analyses de gènes mitochondriaux laissent penser que les clades américains et européens se sont séparés il y a environ 13,5 millions d'années, très probablement avant ou après la dispersion vers l'ouest de souches américaines vers l'Europe, via le pont terrestre de Bering. En Europe, une nouvelle divergence a débuté à la fin du Miocène avec des populations insularisées de Sardaigne (sous-genre Speleomantes) lors de la Crise de salinité messinienne (à la suite du dessèchement de presque tout le bassin méditerranéen il y a environ 5,96 Ma . L'aridification aurait fragmenté la métapopulation d'Hydromantes qui vivait a priori dans des conditions fraîches et humides, ce qui a conduit à l'émergence d'au moins six espèces dans le sous-genre Speleomantes. Une autre période de diversification en Europe continentale aurait eu lieu vers 2-1,3 Ma, probablement cette fois en raison de périodes très froides du Pléistocène. 

L'horloge moléculaire laisse penser que la séparation d'avec les ancêtres d'Amérique a été plus récente qu'on ne l'avait précédemment imaginé, de même pour les évolutions phylogénétique qui ont suivi en Europe.

## Publication originale
- Aellen V (1958) Sur une nouvelle forme d'Hydromantes (Amphibia, Plethodontidae). Senckenbergiana Biologica, vol. 39, p. 155-163.

## Biomasse
Il y a peu de données à ce sujet. Si l'espèce est rare en Europe, dans les microhabitats de parois rocheuses qui lui conviennent, elle peut être relativement abondante. 

Une étude basée sur des échantillonnages répétés a cherché à évaluer quantitativement une population vivant sur des substrats rocheux le long d'un petit cours d'eau des Apennins (nord-ouest de l'Italie), d'octobre 1993 à 1996. Il s'agissait d'estimer pour la première fois la structure, l'abondance et la biomasse d'une population. Dans cet habitat, la densité de population variait de 0,6 à 1 individu par mètre carré de paroi rocheuse (0,8 en moyenne), pour une biomasse (en poids humide) évaluée à 0,98 à 1,54 g/m2  (moyenne : 1,25 g/m2).